# أكوافيفا بلاتاني
أكوافيفا بلاتاني (بالإيطالية: Acquaviva Platani)‏ هي بلدية في مقاطعة كالتانيسيتا في صقلية الإيطالية.

## السكان
تطور النمو السكاني لـ أكوافيفا بلاتاني